# Печінковий запах з рота
Печінковий запах з рота (лат. fetor hepaticus, також англ. breath of the dead / hepatic foetor) — симптом тяжкого ураження печінки. Спостерігається при портальній гіпертензії, коли портосистемне шунтування дозволяє тіолам (меркаптанам) проходити безпосередньо в легені й видихатися назовні. Це пізня ознака печінкової недостатності та одна з клінічних ознак печінкової енцефалопатії.
Іншими можливими причинами є наявність аміаку та кетонів у видиху. Має солодкий фекальний запах, а також описується як запах свіжоскошеного сіна чи печених яблук. Часто асоціюється з кислотно-лужним розладом, таким як діабетичний кетоацидоз або отруєння ізопропіловим спиртом.
Диметилсульфід і триметиламін вважаються причиною цього запаху.